# Agatha All Along
Agatha All Along ist eine US-amerikanische Fernsehserie über die von Kathryn Hahn verkörperte Hauptfigur gleichen Namens Agatha Harkness und ein Spin-off zur Serie WandaVision (2021). Es handelt sich um die elfte der von Marvel Studios produzierten Serien innerhalb des Marvel Cinematic Universe und ist Teil der sogenannten Phase Fünf. Im Zentrum steht der Werdegang der Figur nach den Ereignissen von WandaVision.
Showrunnerin ist wie bei WandaVision Jac Schaeffer. Die Erstveröffentlichung erfolgte in den USA vom 18. September 2024 bis zum 30. Oktober 2024 auf Disney+, in Deutschland immer jeweils einen Tag später.

## Handlung
Vom Zauber befreit, den Wanda Maximoff ihr einst auferlegte, entschließt sich die Hexe Agatha Harkness, im Streben nach Macht den Hexenweg zu gehen. Dazu stellt sie sich einen Zirkel zusammen, zu dem auch ein mysteriöser Teenager gehört, der sie vom Zauber der Scarlet Witch befreit hatte.

## Besetzung und Synchronisation
Die deutschsprachige Synchronisation entstand bei FFS Film- & Fernseh-Synchron in München nach den Dialogbüchern von Nathan Bechhofer sowie Katharina Trachte und unter der Dialogregie von Alexander Brem. Die Liedtexte schrieb Nina Schneider, die Musikalische Leistung übernahm Steve Rohrmeier.
| Figur                                      | Schauspieler          | Hauptrolle (Episoden)      | Nebenrolle (Episoden) | Synchronsprecher                                        |
| ------------------------------------------ | --------------------- | -------------------------- | --------------------- | ------------------------------------------------------- |
| Agatha Harkness / Agnes O’Connor           | Kathryn Hahn          | 1.01–1.09                  |                       | Kathrin Gaube (Sprache) Angela Wiederhut (Gesang)       |
| Teenager / William Kaplan / Billy Maximoff | Joe Locke             | 1.01–1.09                  |                       | Leonard Rosemann                                        |
| Sharon Davis / Mrs. Hart                   | Debra Jo Rupp         | 1.01–1.04, 1.06, 1.09      |                       | Uschi Wolff (Sprache und Gesang)                        |
| Rio Vidal / Der Tod                        | Aubrey Plaza          | 1.01, 1.04–1.05, 1.07–1.09 |                       | Farina Brock                                            |
| Jennifer Kale                              | Sasheer Zamata        | 1.02–1.09                  |                       | Sophie Rogall (Sprache) Regina Beckhaus (Gesang)        |
| Alice Wu-Gulliver                          | Ali Ahn               | 1.02–1.09                  |                       | Stephanie Kellner (Sprache) Angelina Markiefka (Gesang) |
| Lilia Calderu                              | Patti LuPone          | 1.02–1.07, 1.09            |                       | Marina Köhler (Sprache) Petra Scheeser (Gesang)         |
| Lilia Calderu                              | Chloe Camp (jung)     |                            | 1.03, 1.07            | Tilda Kortemeier                                        |
| Salem Seven / Vertigo                      | Okwui Okpokwasili     | 1.02, 1.05, 1.07           |                       | Originalton                                             |
| Rebecca Kaplan                             | Maria Dizzia          | 1.06, 1.08                 |                       | Andrea Wick                                             |
| Jeff Kaplan                                | Paul Adelstein        | 1.06, 1.08                 |                       | Christian Baumann                                       |
| Ralph Bohner / Randall                     | Evan Peters           | 1.06                       |                       | Julius Jellinek                                         |
| Eddie                                      | Miles Gutierrez-Riley | 1.06                       |                       | Mio Lechenmayr                                          |
| John Collins / Herb                        | David Payton          |                            | 1.01–1.02, 1.08       | Pascal Fligg                                            |
| Harold Proctor / Chief Jones               | David Lengel          |                            | 1.01, 1.08            | Jochen Paletschek                                       |
| Abilash Tandon / Norm                      | Asif Ali              |                            | 1.01, 1.08            | Jan Makino                                              |
| Sarah Proctor / Dottie Jones               | Emma Caulfield        |                            | 1.01                  | Natascha Geisler                                        |
| Dennis der Postbote                        | Amos Glick            |                            | 1.01                  | Wolfgang Haas                                           |
| Lilias Maestra                             | Laura Boccaletti      |                            | 1.03, 1.07            | Bettina Kenter                                          |
| Lorna Wu                                   | Elizabeth Anweis      |                            | 1.03                  | Carolin Rohrbach                                        |
| Nicholas Scratch                           | Abel Lysenko          |                            | 1.05 (Stimme), 1.09   | Matti Kortemeier                                        |
| Evanora Harkness                           | Kate Forbes           |                            | 1.05                  | Madeleine Stolze                                        |

## Produktion

### Hintergrund und Schreibprozess

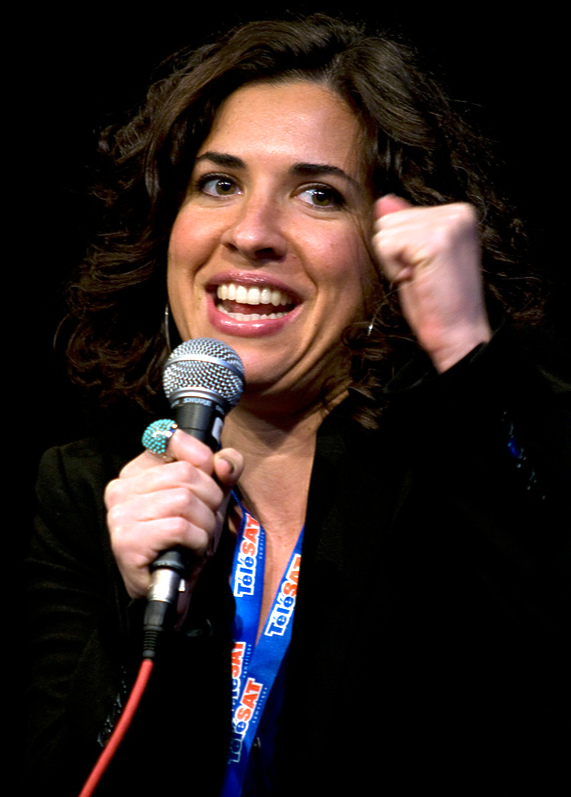
Jac Schaeffer fungiert als Showrunnerin der Serie und übernahm auch die Regie mehrerer Episoden.

Im Oktober 2021 wurde bekannt, dass die Spin-off-Serie über Agatha Harkness in Arbeit sei und wurde im Folgemonat offiziell als Projekt angekündigt.
Jac Schaeffer kehrte als Hauptautorin für die Serie zurück und inszenierte drei Episoden, darunter die Pilotepisode, während Gandja Monteiro und Rachel Goldberg ebenfalls für jeweils drei Episoden die Regie übernahmen. Schaeffer wurde letztlich auch die Showrunnerin der Serie.
Neben Schaeffer bestand der Writers Room aus Laura Donney, Cameron Squires, Giovanna Sarquis, Laura Monti, Jason Rostovsky, Gia King und Peter Cameron. Donney, Squires und Cameron waren bereits an WandaVision beteiligt, wobei Megan McDonnell als Consulting Producer agierte. Als Folge der oftmals nicht wahr gewordenen Fantheorien bei der Ausstrahlung von WandaVision traf Schaeffer nun kleinere Vorkehrungen, um die Wiederholung einer solchen Situation zu vermeiden.
Tonale Inspirationen umfassten für die Pilotepisode in erster Linie Mare of Easttown (2021), daneben auch The Killing (2011–2014), True Detective (seit 2014) und Twin Peaks (1990–1991, 2017). Schaeffer bemerkte zudem, dass die Serie mit Vorstellungen, Hintergrundwissen und verschiedenen Annahmen über Hexen spiele und sich damit auseinandersetze; daneben habe man sich auch an der Popkultur bedient, so dienten Seasons of the Witch (1972) und Zauberhafte Schwestern (1998) als Inspiration. Executive Producer Brad Winderbaum verglich die Serie mit der vorangegangenen Serie Loki (2021–2023) unter dem Aspekt des Antihelden in beiden Werken. Anders als üblich bei Marvel-Produktionen hat Agatha All Along weder eine Mid-Credit- noch eine Post-Credit-Szene. Schaeffer erklärte, sie habe mehrere Ideen gehabt und Szenen geschrieben, seitens Marvel wurde sich jedoch dagegen entschieden.
Agatha All Along setzt drei Jahre nach den Ereignissen von WandaVision sowie Doctor Strange in the Multiverse of Madness (2022) an und soll der zweite Teil innerhalb einer Serien-Trilogie sein, zu der bereits WandaVision und die angekündigte Serie Vision Quest gehören sollen.

### Besetzung
Mit dem Bekanntwerden wurde die Rückkehr von Kathryn Hahn berichtet und später bestätigt, welche zuvor einen Vertrag für Auftritte ihrer Figur in Filmen und Serien unterschrieb. Weitere wiederkehrende Darsteller aus WandaVision umfassen Emma Caulfield als Sarah Proctor / Dottie Jones, Debra Jo Rupp als Sharon Davis / Mrs. Hart, David Payton als John Collins / Herb, David Lengel als Harold Proctor / Phil Jones, Asif Ali als Abilash Tandon / Norm, Amos Glick als Dennis der Postbote und Kate Forbes als Evanora Harkness. Auch Evan Peters als Ralph Bohner kehrte innerhalb der Serie zurück.
Neu verpflichtet wurden Joe Locke als Billy Maximoff, Sasheer Zamata als Jennifer Kale, Ali Ahn als Alice Wu-Gulliver, Maria Dizzia als Rebecca Kaplan, Aubrey Plaza als Rio Vidal und Patti LuPone als Lilia Calderu.
Die wahre Identität von Lockes Rolle, anfangs noch als Teenager bezeichnet, wurde mit der sechsten Episode enthüllt, nachdem das Ende der fünften Episode bereits entscheidende Hinweise gab; für die Hintergründe der Figur übernahm man größtenteils die bereits vorhandene Geschichte aus den Comics. Zudem enthüllte die siebte Episode die wahre Identität von Plazas Figur als Der Tod.
Der britischen Schauspielerin Miriam Margolyes wurde ebenfalls eine Rolle angeboten, diese lehnte aber ab.

### Dreharbeiten und Kostüme
Die Dreharbeiten begannen unter dem Arbeitstitel My Pretty am 17. Januar 2023 in Atlanta und wurden im Mai 2023 abgeschlossen. Plaza wechselte dabei zwischen ihren Szenen in der Serie und ihrer Arbeit an Megalopolis (2024), dessen Dreh sich zwei Wochen mit dem Dreh von Agatha All Along überlappte. Hahn zufolge habe man so viel wie möglich mit praktischen Elementen gearbeitet, darunter auch die gezeigte Magie betreffend. Der Hexenweg wurde ebenfalls zu großen Teilen mit praktischen Elementen und Sets gedreht, der Gebrauch von CGI wurde dabei mit der Produktion minimiert. Winderbaum zufolge handele es sich bei Agatha All Along um die Serie mit dem wenigsten Budget und war somit zudem billiger als Echo (2024), welcher ein Budget von 40 Millionen US-Dollar zur Verfügung stand.
Im Januar 2024 fanden zudem kleinere Nachdrehs statt, die im Folgemonat beendet waren.
Das Kostümdesign verantwortete Daniel Selon. Jede der Hexen repräsentierte durch das jeweilige Kostüm eine eigene Kategorie. Das Kostüm von Billy Maximoff entsprach weitgehend der Vorlage aus den Comics und wurde in drei Versionen hergestellt.

### Musik und Titellieder

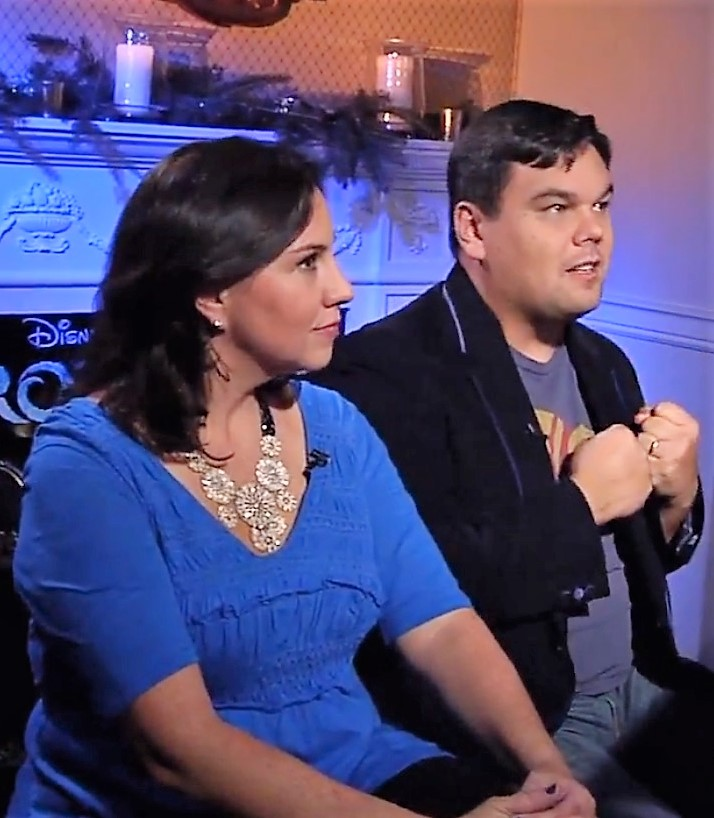
Das Ehepaar Kristen Anderson-Lopez und Robert Lopez schrieb wie bereits für WandaVision die Lieder der Serie.

Die Musik komponierte wie bei WandaVision erneut Christophe Beck, nun gemeinsam mit Michael Paraskevas, ebenfalls kehrten Kristen Anderson-Lopez und Robert Lopez zurück, um weitere Lieder für die Serie zu schreiben.
Am 19. September 2024 wurden zwei Versionen von The Ballad of Witches' Road als Single durch Hollywood Records veröffentlicht; das von Beck und Paraskevas komponierte Hauptthema der Titelrolle erschien ebenfalls am gleichen Tag. In der Woche zum 5. Oktober 2024 debütierte die von der primären Besetzung gesungene Version der Ballade in der Chart Liste der Billboard Digital Song Sales auf dem 22. Platz. Am 3. Oktober 2024 wurden weitere Versionen der Ballade als Single veröffentlicht.
Der Soundtrack von Agatha All Along wurde in zwei Teilen veröffentlicht; die erste Hälfte mit Musikstücken der Episoden 1–5 erschien am 11. Oktober 2024, die zweite Hälfte mit Musikstücken der Episoden 6–9 folgte am 1. November 2024.
| Nr.          | Titel | Länge   |
| ------------ | --- | ------- |
| 1.           | Agatha's Theme | 2:11    |
| 2.           | Jane Doe | 2:34    |
| 3.           | The Ballad of the Witches' Road (True Crime Version) (featuring Matthew Mayfield)                                                            | 1:43    |
| 4.           | Nicky | 1:43    |
| 5.           | Let's Find Out Pt. 1 | 2:53    |
| 6.           | All Along | 3:34    |
| 7.           | Coochie Coochie Coo | 4:10    |
| 8.           | The Coven March | 1:17    |
| 9.           | The Ballad of the Witches' Road (Sacred Chant Version) (featuring Kathryn Hahn, Sasheer Zamata, Ali Ahn, Patti LuPone, and Debra Jo Rupp)    | 3:18    |
| 10.          | Salem's Seven | 2:49    |
| 11.          | The Ballad of the Witches' Road (Score Version)                                                                                              | 1:42    |
| 12.          | Wine & Die | 0:57    |
| 13.          | Lucid Spellbound Divination | 4:12    |
| 14.          | Sous Vide | 3:20    |
| 15.          | Out of the Brew | 4:01    |
| 16.          | Three of Pentacles | 2:39    |
| 17.          | Old Ass Curse | 3:45    |
| 18.          | Play it Rite | 2:12    |
| 19.          | The Ballad of the Witches' Road (Cover Version) (featuring Kathryn Hahn, Sasheer Zamata, Ali Ahn, Patti LuPone, Aubrey Plaza, and Joe Locke) | 4:40    |
| 20.          | Three of Swords | 2:14    |
| 21.          | Rio | 3:01    |
| 22.          | Broomhaha | 3:30    |
| 23.          | Spirits Be Known | 2:47    |
| 24.          | Séance in a Blood Moon | 2:32    |
| 25.          | Knight of Wands | 5:43    |
| 26.          | Heavy is the Head... | 2:23    |
| 27.          | The Ballad of the Witches' Road (Lorna Wu's Version) (featuring Seomoon Tak)                                                                 | 4:41    |
| Gesamtlänge: | Gesamtlänge: | 1:15:11 |

| Nr.          | Titel | Länge   |
| ------------ | --- | ------- |
| 1.           | Rite of Passage | 1:20    |
| 2.           | Home Sweet Home | 3:54    |
| 3.           | Billy Kaplan | 1:38    |
| 4.           | Hooligan! | 2:04    |
| 5.           | Let's Find Out Pt. 2 | 4:24    |
| 6.           | Tricks & Trials | 3:25    |
| 7.           | Magic Castle | 3:08    |
| 8.           | Queen of Cups | 3:48    |
| 9.           | The Tower (Reversed) | 3:36    |
| 10.          | Liminal Space | 2:57    |
| 11.          | Do Not Pass Go | 1:51    |
| 12.          | High Priestess | 3:31    |
| 13.          | One More Breath | 4:52    |
| 14.          | A Seed Resown | 2:34    |
| 15.          | Fisticuffs | 5:43    |
| 16.          | Kiss of Death | 2:48    |
| 17.          | Flowers | 2:48    |
| 18.          | Going Through the Motions | 2:12    |
| 19.          | Maiden Mother Crone | 3:03    |
| 20.          | From Birth | 1:30    |
| 21.          | Salem, 1756 | 2:21    |
| 22.          | The Ballad of the Witches' Road (Nicky's Version) (featuring Abel Lysenko)                                                       | 0:49    |
| 23.          | Down the Windy Road | 2:58    |
| 24.          | Hold Your Hand in Mine | 2:39    |
| 25.          | To Death | 2:00    |
| 26.          | The Ballad of the Witches' Road (Agatha Trough Time Version) (featuring Kathryn Hahn, Sasheer Zamata, Ali Ahn, and Patti LuPone) | 2:36    |
| 27.          | One Door Opens | 3:35    |
| 28.          | The Ballad of the Witches' Road (featuring Japanese Breakfast)                                                                   | 4:41    |
| Gesamtlänge: | Gesamtlänge: | 1:16:45 |

### Marketing und Veröffentlichung
Im Mai 2024 wurden offiziell das Veröffentlichungsdatum und der finale Titel bekannt gegeben sowie ein erster Trailer gezeigt, nachdem Käufer der im November 2023 veröffentlichten physischen Edition von WandaVision bereits im Bonusmaterial erstes Footage sehen konnten.
Am 8. Juli 2024 folgte ein Teaser Trailer zur Serie. Am 10. Juli war Hauptdarstellerin Hahn bei Jimmy Kimmel Live! zu Gast und sang dabei eine Zusammenfassung des bisherigen Marvel Cinematic Universe.
Weitere Promotion erfolgte auf der D23 Expo im August 2024, wo ein weiterer Trailer gezeigt wurde.
Mitte Oktober 2024 wurde zudem ein Midseason Trailer veröffentlicht.
Agatha All Along wurde als Teil der Phase fünf ab dem 18. September 2024 auf Disney+ veröffentlicht, wobei zum Start die ersten zwei Episoden von insgesamt neun abrufbar waren. Die übrigen Episoden folgten im wöchentlichen Rhythmus, ehe am 30. Oktober die letzten beiden Episoden ebenfalls am gleichen Tag veröffentlicht wurden. Ursprünglich war die Veröffentlichung für 2023 vorgesehen, wurde aber verschoben.

## Episodenliste
| Nr. (ges.) | Nr. (St.) | Deutscher Titel                                  | Originaltitel                                  | Erstausstrahlung USA | Deutschsprachige Erstveröffentlichung (D/A/CH) | Regie           | Drehbuch                     |
| --- | --------- | ------------------------------------------------ | ---------------------------------------------- | -------------------- | ---------------------------------------------- | --------------- | ---------------------------- |
| 1 | 1         | Sucht ihr nach dem Weg                           | Seekest Thou the Road                          | 18. Sep. 2024        | 19. Sep. 2024                                  | Jac Schaeffer   | Jac Schaeffer                |
| Die eigenbrötlerische Polizistin Agnes O’Connor wird eines Tages zu einem Mordfall gerufen, als eine unbekannte Frau in Westview tot aufgefunden wird. Der Chief lässt ihr Unterstützung in Form von FBI Special Agent Rio Vidal zukommen, Agnes weist jedoch ihre Hilfe zurück. Später erscheint Rio dennoch bei Agnes zuhause und lädt sie zum gemeinsamen Essen von Pizza ein. Als Agnes Geräusche aus der oberen Etage hört, ertappt sie einen jungen Einbrecher und nimmt die Verfolgung auf, durch Rio gelingt letztlich die Gefangennahme. Der Teenager gibt ihr Rätsel auf und Agnes zweifelt abermals, als die ihm gezeigten Bilder der Leiche sich in Wahrheit als Bilder von einfachen Blumen entpuppen. In der Leichenhalle will sich Agnes von der Echtheit der Leiche überzeugen und identifiziert die Tote schließlich als Wanda Maximoff. Nun erscheint auch Rio und eröffnet Agnes, dass Wanda tot und sie in einem verzerrten Zauber gefangen sei, den Wanda ihr drei Jahre zuvor auferlegte. Agnes befreit sich daraufhin aus dem Zauber und erlangt ihre wahre Identität wieder, die Hexe Agatha Harkness. In ihrem Haus wird Agatha kurze Zeit darauf von Rio, in Wahrheit ebenfalls eine Hexe, angegriffen, die sie zudem töten will. Nachdem Agatha erkennt, dass sie ihre Macht nach wie vor verloren hat, überzeugt sie Rio, sie zu verschonen. Rio lenkt ein und verschwindet, warnt sie zuvor aber vor weiteren Hexen, die sie töten wollen. Agatha entdeckt kurz danach den in Wahrheit von ihr entführten Teenager und zeigt sich unsicher, was sie mit ihm anstellen soll. |           |                                                  |                                                |                      |                                                |                 |                              |
| 2 | 2         | Gib dein Rätsel preis, oh schicksalhafter Kreis  | Circle Sewn with Fate / Unlock Thy Hidden Gate | 18. Sep. 2024        | 19. Sep. 2024                                  | Jac Schaeffer   | Laura Donney                 |
| Der Teenager erklärt Agatha, er habe sie vom Zauber befreit und will den Hexenweg beschreiten. Dieser würde es am Ende auch Agatha erlauben, ihre Macht wiederherzustellen. Agatha lenkt schließlich ein und sucht mit dem Teenager nach weiteren Hexen, die sie für ihre Sache gewinnen müssen. Nur ein kompletter Hexenzirkel vermag es, das Tor zum Hexenweg zu öffnen und ihn zu gehen. Rekrutiert werden die Hellseher-Hexe Lilia Calderu, die Trank-Hexe Jennifer Kale und die Schutzhexe Alice Wu-Gulliver. Als Ersatz für die verschwundene Rio und eigentlich Grüne Hexe gewinnt Agatha Sharon Davis, eine ältere Bewohnerin Westviews und einstige Gefangene in Wandas Realität. Durch ein Ritual gelingt es dem Zirkel, das Tor zum Weg zu öffnen. Der Teenager schließt sich ihnen an, nachdem er mehrere unbekannte Hexen, die Sieben von Salem, vor Agathas Haus entdeckt; jene, vor denen Rio vorher gewarnt hatte. |           |                                                  |                                                |                      |                                                |                 |                              |
| 3 | 3         | Und wer sich naht, den prüft der Pfad            | Through Many Miles / Of Tricks and Trials      | 25. Sep. 2024        | 26. Sep. 2024                                  | Rachel Goldberg | Cameron Squires              |
| Als der Zirkel auf dem Weg diskutiert, was sie noch erwarten könnte, erfahren auch die anderen Hexen vom Siegel, welches auf dem Teenager liegt und die Preisgabe seiner Identität verhindert. Als Sharon in einem Morast zu versinken droht, retten sie die anderen, wobei die Gruppe ein gelbes Haus entdeckt und betritt. Dieses stellt sich als erste Prüfung des Hexenwegs heraus. Jennifer warnt dabei in einer ruhigen Minute den Teenager vor Agatha, so habe sie nach der Erzählung mancher ihren eigenen Sohn gegen das Darkhold (auch Buch der Verdammten genannt) eingetauscht; über den wahren Verbleib ihres Sohnes wüsste niemand etwas. Die Gruppe nimmt mit Ausnahme Agathas und des Teenagers danach Wein zu sich, der sich als vergiftet herausstellt. Widerstrebend nimmt auch Agatha den Wein zu sich, wobei bei Sharon die Vergiftung ernsthaft zu wirken beginnt. Die Hexen machen sich daraufhin an die Zubereitung eines Gegenmittels und werden allesamt von Halluzinationen heimgesucht: Lilia sieht sich unbekannten Hexen gegenüber, Alice begegnet ihrer Mutter wieder, ein Arzt versucht Jennifer ertränken und Agatha findet in einer Kinderkrippe statt einem Kind das Darkhold. Mithilfe des Blutes des Teenagers gelingt die Fertigstellung des Gegengifts und die Gruppe nimmt es zu sich. Wenige Momente danach bricht das Glas und eine gewaltige Wassermasse dringt ins Haus ein. Mittels eines Ofens flüchtet der Zirkel und gelangt so auf den Weg zurück, die Prüfung ist somit bestanden. Allerdings ist Sharon trotz des Gegengifts tot. |           |                                                  |                                                |                      |                                                |                 |                              |
| 4 | 4         | Kannst du mich hören? Mein Lied soll schwören    | If I Can’t Reach You / Let My Song Teach You   | 2. Okt. 2024         | 3. Okt. 2024                                   | Rachel Goldberg | Giovanna Sarquis             |
| Nachdem der Zirkel Sharon begräbt, wird die Entscheidung getroffen, eine neue Grüne Hexe zu beschwören. Zu Agathas Überraschung kämpft sich Rio aus dem Erdreich und schließt sich den Hexen an. Beim Anblick der nächsten Prüfung entscheidet sich Alice zu gehen, der Weg lässt dies aber nicht zu, weswegen die Gruppe das Haus betreten muss. In einem Nebenraum versucht Agatha, mit Rio eine Waffenruhe zu vereinbaren und lässt den Rest der Gruppe über ein Mikrofon ihr Gespräch mithören. Als die anderen Hexen Agatha zur Rede stellen, spielt sich plötzlich ein Plattenspieler rückwärts ab und verflucht die Gruppe. Für ihre Rettung spielt der Zirkel die Version der Ballade von Alices Mutter Lorna, die sich als Schutzzauber herausstellt. Das Unterfangen gelingt und der personifizierte Fluch in Gestalt eines Dämons wird vernichtet. Dabei wird der Teenager verletzt, dessen Wunden Jennifer jedoch heilen kann. Agatha erklärt dem Teenager kurz danach, dass sie ihm nicht das Siegel auferlegt habe und Siegel allgemein erst zerstört werden müssen. Der Frage des Teenagers nach dem Verbleib ihres Sohnes weicht Agatha allerdings aus. Während die anderen Hexen sich später Geschichten am Lagerfeuer erzählen, weist Rio Agatha darauf hin, dass der Teenager nicht ihr Sohn sei. Agatha reagiert aber mit einem Grinsen und kehrt zur Gruppe zurück. |           |                                                  |                                                |                      |                                                |                 |                              |
| 5 | 5         | Dunkle Nacht, Weck die Macht                     | Darkest Hour / Wake Thy Power                  | 9. Okt. 2024         | 10. Okt. 2024                                  | Rachel Goldberg | Laura Monti                  |
| Der Zirkel sieht sich von den Sieben von Salem verfolgt. Bei diesen handelt es sich um Kinder der einst von Agatha getöteten Hexen, die sie hinrichten wollten, und nun auf Rache aus sind. Auf den Vorschlag des Teenagers flieht die Gruppe mit Besen, werden jedoch schon nach kurzer Zeit vom Weg wieder zurück auf diesen gezwungen. Daraufhin stellt sich der Zirkel der nächsten Prüfung, indem sie in einem neuen Haus im 1980er-Jahre-Look ein Ouija-Brett benutzen sollen. Die Gruppe liest daraus, Agatha bestrafen zu müssen um die Prüfung zu bestehen und erhält Kontakt mit Agathas Mutter Evanora, die 1693 mit ihrem gesamten Zirkel von Agatha getötet worden war. Diese verschwindet plötzlich und zeigt sich kurz darauf als – von Evanora besessenes – untotes Biest. Evanora bittet die Hexen, ohne Agatha den Weg weiter zu beschreiten und ihr ihre Tochter zu überlassen. Der Teenager und Alice sind dagegen, letztere will Agatha retten und vertreibt Evanoras Geist mit Magie, wird jedoch dabei von Agatha ihrer Kräfte beraubt und dadurch getötet. Agatha stoppt erst, als der Teenager den Namen „Nicholas Scratch“ ruft. Agatha verspottet danach den Teenager und merkt an, er wäre genau wie seine Mutter. Momente später zeigt dieser magische Fähigkeiten und lässt sowohl Agatha, als auch Lilia und Jennifer in einem Morast versinken, ehe sich eine Art Diadem auf seiner Stirn bildet, das dem der Scarlet Witch ähnelt. |           |                                                  |                                                |                      |                                                |                 |                              |
| 6 | 6         | Mein Freund, steh mir bereit                     | Familiar By Thy Side                           | 16. Okt. 2024        | 17. Okt. 2024                                  | Gandja Monteiro | Jason Rostovsky              |
| In Rückblenden zelebriert der aus Eastview stammende Teenager William Kaplan mit weiteren gleichaltrigen Jugendlichen seine Bar Mitzwa und besucht auf der Feier eine Hellseherin, niemand geringeres als Lilia. Als sie Auffälligkeiten bemerkt, steckt sie einen kleinen Stein in seine Jacke, wobei später klar wird, dass sie ihm das Siegel auferlegte. Nachdem die Verkleinerung der Maximoff-Anomalie bekannt wird, ist die Feier kurzfristig beendet; die Gäste werden gebeten, wieder ruhig nach Hause fahren. Auf dem Weg bemerken William und seine Eltern das Hex, dabei kommt der Wagen jedoch von der Straße ab, verunglückt und William stirbt. Während seine Eltern Hilfe holen wollen und später mit Alice, einer Verkehrspolizistin, zurückkehren, transferiert Billy Maximoff seine Seele in Williams Körper und erwacht dadurch wieder zum Leben. Nach dem Unfall hat William jedoch mit den Veränderungen zu kämpfen und Schwierigkeiten, sich zurechtzufinden, zumal er nun seine Fähigkeit der Gedankenkontrolle entdeckt. Drei Jahre nach den Geschehnissen arrangiert William via Internet ein Treffen mit einem mysteriösen User, der sich vor Ort als Ralph Bohner herausstellt. Dieser wurde einst von Agatha dazu gezwungen, für sie zu arbeiten und als Wandas Bruder Pietro Maximoff herzuhalten. Ralph gibt Billy entscheidende Informationen weiter, so sei Wanda tot, Vision scheinbar von S.W.O.R.D. zerlegt worden und die Zwillinge Billy und Tommy wären verschwunden. Dadurch erfährt William, dass er nun Billy ist und versucht fortan Tommy zu finden, weswegen er den Hexenweg beschreiten will. Hierzu sucht er Agatha auf, die er durch Recherchen im Internet schließlich aufspüren kann. Dabei wird auch klar, dass Agathas Verhör von Billy in Wahrheit in ihrem Haus stattfand. In der Gegenwart erkennt Agatha den Teenager nun als Billy und verhält sich weiterhin spöttisch. Als Billy sie zurücklassen will, bemerkt Agatha allerdings, sie müssten zusammenarbeiten, auch da Billy seine Fähigkeiten nicht kontrollieren kann. Daraufhin begeben sich die beiden zur nächsten Prüfung. |           |                                                  |                                                |                      |                                                |                 |                              |
| 7 | 7         | Den Tod an meiner Hand                           | Death’s Hand in Mine                           | 23. Okt. 2024        | 24. Okt. 2024                                  | Jac Schaeffer   | Gia King & Cameron Squires   |
| Agatha und Billy betreten den Ort der nächsten Prüfung, ein altes Schloss. Dabei übernehmen sie die Kostüme von Elphaba, der Bösen Hexe des Westens, und Maleficent. Beim Lesen der Tarotkarten zeigt sich an der Decke eine große Menge Schwerter; die Decke rückt langsam näher und Schwerter fallen zu Boden, wenn die Karten nicht in der richtigen Reihenfolge platziert werden. Lilia und Jennifer stoßen ebenfalls zur Prüfung, kostümiert als Glinda, der Guten Hexe des Südens, und die Böse Königin. Als Billy die Frage stellt, ob er William oder Billy sei, halten die Schwerter inne, weswegen nun Lilia das Lesen für Billy übernimmt. Zwischenzeitlich stellt sich heraus, dass Lilia ihr ganzes Leben nicht in chronologischer Reihenfolge wahrnimmt und dadurch immer wieder Lücken in ihrer Erinnerung hat. Schließlich erkennt sie, dass es in der Prüfung um sie geht und legt die Karten korrekt. Dadurch kehrt die Decke zurück und durch eine Eiserne Jungfrau öffnet sich ein Ausgang. Da die Sieben von Salem sie verfolgt haben, bleibt Lilia allerdings zurück und legt die Karte mit dem Turm verkehrt herum, wodurch der Raum ebenfalls umgedreht wird und die Sieben sowie Lilia durch die Schwerter den Tod finden. Zuvor erkennt Lilia zudem Rio als Verkörperung des Todes und gibt Agatha eine kryptische Warnung mit auf den Weg. Zuletzt ist zu sehen, wie die junge Lilia für ihre erste Lehrstunde Hellsehen die Maestra aufsucht; ihr Kreis hat sich damit geschlossen. |           |                                                  |                                                |                      |                                                |                 |                              |
| 8 | 8         | Folge mir, mein Freund, bis uns der Ruhm vereint | Follow Me My Friend / To Glory at the End      | 30. Okt. 2024        | 31. Okt. 2024                                  | Gandja Monteiro | Peter Cameron                |
| Getrennt von Billy und Jennifer trifft Agatha wieder auf Rio. Diese fordert Billy, da er sich durch das Transferieren seiner Seele in Williams Körper als widernatürlich erwiesen und so die natürliche Balance gestört habe. Im Gegenzug verlangt Agatha von Rio, in Zukunft in Ruhe gelassen zu werden. Als Agatha, Billy und Jennifer wieder zusammentreffen, stellen sie fest im Kreis gelaufen zu sein. Mit dem Verletzen einer Regel des Pfades findet sich das Trio in einer sonderbaren Kammer wieder. Agatha gibt dabei auch zu, Jennifer gebannt zu haben, wonach letztere ein Befreiungsritual durchführt, ihre Kräfte zurückerhält und plötzlich verschwindet. Danach führen auch Agatha und Billy ein Ritual durch, wobei Billy Tommys Seele in einen ertrinkenden Jungen transferiert und ebenfalls verschwindet. Ein Riss in der Kammer ermöglicht Agatha schließlich die Flucht. Nun findet sie sich vor ihrem Haus wieder und wird bereits von Rio erwartet. Da sie Billy nicht zu ihr gebracht hat, kommt es zum Kampf zwischen der Hexe und dem Tod, der zunächst einseitig für den Tod verläuft. Plötzlich taucht jedoch Billy auf und benutzt seine Kräfte, um Agathas Kräfte wiederherzustellen. Rio stellt nun beide vor die Wahl, dass einer bleiben dürfe und der jeweils andere mit ihr kommen müsse. Agatha plant Billy Rio zu überlassen, stattdessen küsst sie im letzten Moment den Tod und stirbt. Ihr Körper versinkt dabei in der Erde, woraufhin ein kleines Blumenbeet darüber wächst. Mit Erfüllung der Bedingung erlaubt der Tod Billy zu gehen. Dieser kehrt schließlich nach Hause zurück und muss erkennen, dass er den Hexenweg selbst erschaffen hat. Kurz darauf vernimmt er Agathas Lachen und erschrickt. |           |                                                  |                                                |                      |                                                |                 |                              |
| 9 | 9         | Jungfrau, Mutter, Weib                           | Maiden Mother Crone                            | 30. Okt. 2024        | 31. Okt. 2024                                  | Gandja Monteiro | Jac Schaeffer & Laura Donney |
| Im Jahr 1750 begegnet die schwangere Agatha Rio und fleht darum, ihren Sohn leben zu lassen: Rio merkt jedoch an, sie könne ihr nur mehr Zeit verschaffen. Kurz darauf bringt sie ihren Sohn Nicholas Scratch zur Welt. Beim Durchstreifen der Wälder stiehlt sie zur Versorgung von Nicholas mehreren Hexen ihre Kräfte und tötet sie damit. Auch sechs Jahre später wiederholt sie diese Prozedur. Auf ihren Wanderschaften singen sie und Nicholas immer wieder dasselbe Lied, das mit der Zeit zu jener Ballade wird, die der Zirkel in der Gegenwart während des Rituals zum Betreten des Weges benutzt hat. Eines Nachts als Agatha schläft, erscheint Rio und führt die Seele von Nicholas fort. Am nächsten Tag trauert Agatha um ihren Sohn, wird jedoch schon kurz danach nach dem Weg der Hexen gefragt. Daraufhin stellt sie sich über Jahre hinweg viele Zirkel zusammen und stiehlt immer wieder die Kräfte weiterer Hexen, wodurch sie kontinuierlich an Macht gewinnt. In der Gegenwart erscheint Billy der Geist Agathas. Sie bestätigt, dass der Weg nicht real war, bis er ihn erschaffen hat. Billy macht sich daraufhin Vorwürfe hinsichtlich der Todesfälle von Sharon, Alice und Lilia; Agatha merkt jedoch an, ein Leben sei gerettet, da Jennifer außerhalb von Westview wieder zu sich kommt. Wenig später will Billy Agathas Geist verbannen, sieht aber davon ab, als sie mehrfach auf ihn einredet; so gibt sie an, sei sie nicht bereit, ihrem Sohn im Jenseits gegenüberzutreten. Stattdessen richtet Billy nun einen Gedenkstein für die getöteten Mitglieder des Zirkels in Agathas Keller ein, ehe Agatha ihm vorschlägt, Tommy zu suchen. |           |                                                  |                                                |                      |                                                |                 |                              |

## Rezeption

### Abrufzahlen
Angaben seitens Disney nach konnte Agatha All Along innerhalb der ersten sieben Tage 9,3 Millionen Zuschauer verzeichnen, die Zahlen stiegen im Verlauf auf 9,8 Millionen. Während dieser Zeitspanne erreichte die Serie zudem den ersten Platz der Tabelle mit den besten Disney+ Serien.
FlixPatrol ermittelte Agatha All Along in der Woche des 2. Oktobers in 56 Ländern in der Top 10 der VOD Charts. Reelgood vermeldete, dass die Serie in ihrer Startwoche die am zweitmeisten gestreamte Serie war. Die Nielsen Ratings gaben an, dass die Serie in ihrer ersten Woche 426 Millionen geschaute Minuten vorweisen konnte. JustWatch zufolge war Agatha All Along in der Startwoche auf dem dritten Platz der meistgestreamten Serien. Zwei Tage nach der Veröffentlichung der siebten Episode ließ Disney verlauten, dass diese am ersten Tag 4,2 Millionen Zuschauer erreichen konnte. Die achte Episode verzeichnete nach einem Tag 4,6 Millionen Zuschauer, die neunte und finale Episode 3,9 Millionen.
Executive Producer Winderbaum merkte an, die Serie weise die höchste Zahl an Zuschauern vor, welche nicht vorzeitig abbrechen und stattdessen das Projekt weiterhin verfolgen würden. Ebenso bemerkte er dabei das Engagement der Fans in den Sozialen Medien, welches in etwa mit dem Engagement während der zweiten Staffel von Loki vergleichbar sei.

### Kritiken

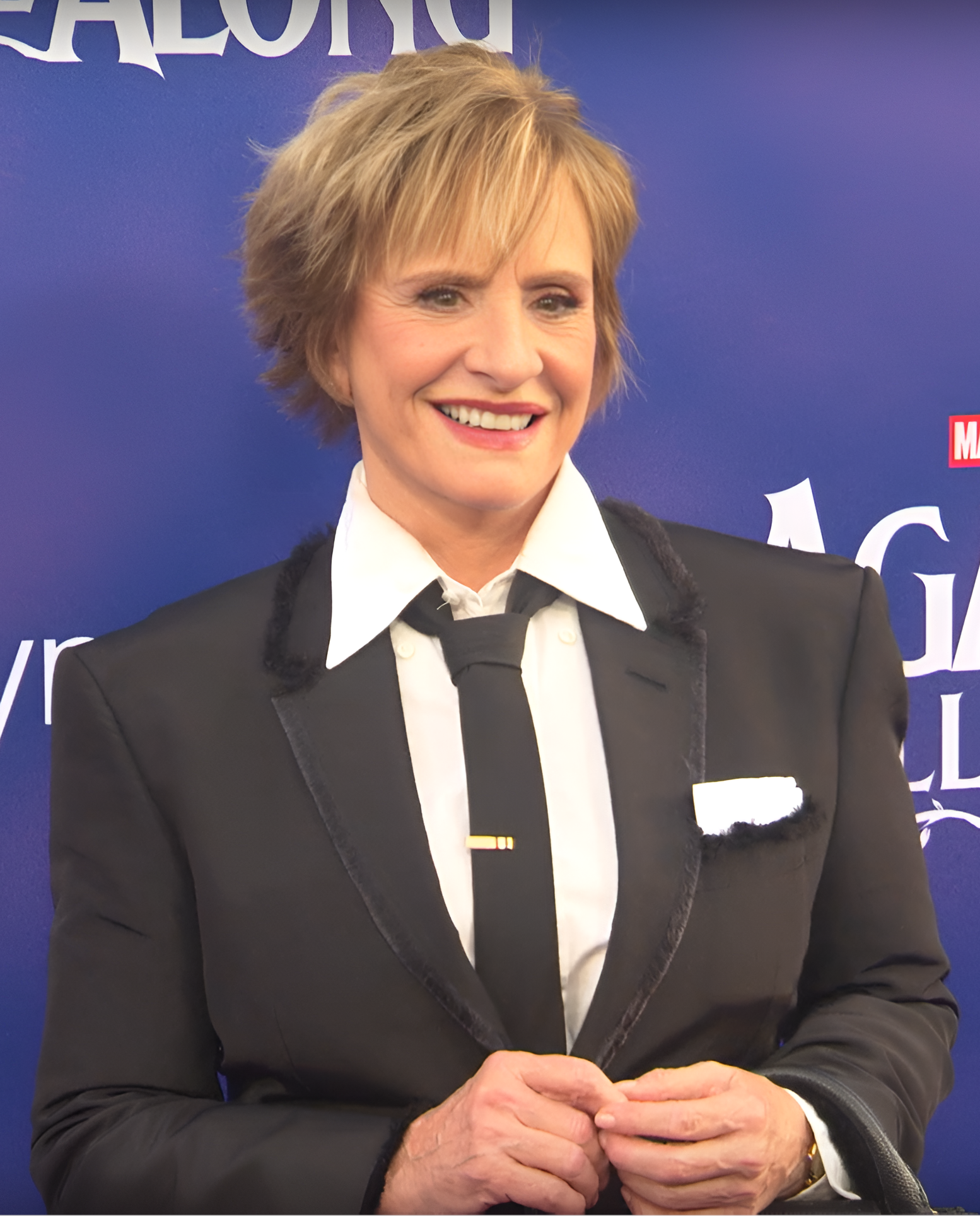
Insbesondere Patti LuPone wurde von der Kritik neben Hauptdarstellerin Hahn für ihre Leistung positiv hervorgehoben.

Bei Rotten Tomatoes konnte Agatha All Along 84 % der 213 gelisteten Kritiker überzeugen und bekam dabei eine durchschnittliche Bewertung von 7,05 von möglichen Punkten. Auf Metacritic erhielt Agatha All Along basierend auf 32 Kritiken einen Metascore von 66 von 100 möglichen Punkten.
Rezensenten zeigten sich überwiegend positiv und lobten die Leistung von Hauptdarstellerin Kathryn Hahn.
Besonders Lob seitens Kritiker erhielt die siebte Episode, welche die von Patti LuPone gespielte Lilia Calderu in den Mittelpunkt rückte. LuPone erhielt in diesem Zusammenhang für ihre Darbietung großen Zuspruch und wurde überwiegend gelobt.
Rob Owen kommt in seiner Kritik für The Seattle Times zu einem kritischeren Urteil und bemängelte die repetitive Handlung der ersten Episoden, lobte allerdings Hahns Leistung sowie ihre Chemie mit Joe Locke und Aubrey Plaza.

### Auszeichnungen
Im November 2024 wurde bekannt, dass Agatha All Along für kommende Fernsehpreise in der Kategorie Comedy eingereicht wird.
Art Directors Guild Awards 2025
- Nominierung für das beste Szenenbild in einer Miniserie (John Collins)[113]

Costume Designers Guild Awards 2025
- Nominierung in der Kategorie Excellence in Contemporary Television (Daniel Selon, Episode Seekest Thou the Road)
- Nominierung in der Kategorie Excellence in Sci-Fi/Fantasy Television (Daniel Selon, Episode If I Can’t Reach You / Let My Song Teach You)
- Nominierung in der Kategorie Excellence in Costume Illustration (Imogene Chayes)

Critics’ Choice Television Awards 2025
- Nominierung für die beste Nebendarstellerin in einer Comedyserie (Patti LuPone)[115]

Critics’ Choice Super Awards 2025
- Nominierung als Beste Superheldenserie
- Nominierung für die Beste Schauspielerin in einer Superhelden-, einer Miniserie oder einem Fernsehfilm (Kathryn Hahn)
- Nominierung für die Beste Schauspielerin in einer Science-Fiction/Fantasy-Serie (Kathryn Hahn)

Primetime-Emmy-Verleihung 2025
- Nominierung für den besten Tonschnitt für eine Comedy- oder Dramaserie (Episode Darkest Hour / Wake Thy Power)
- Nominierung für die beste Musik und Songtexte (Kristen Anderson-Lopez & Robert Lopez; Episode Circle Sewn With Fate / Unlock Thy Hidden Gate)
- Nominierung für das beste Kostümdesign für eine Fantasy- / Science-Fiction-Serie (Daniel Selon)

Golden Globe Awards 2025
- Nominierung für die beste Serien-Hauptdarstellerin – Komödie oder Musical (Kathryn Hahn)[118]

Gracie Awards 2025
- Auszeichnung in der Kategorie Outstanding Director – Fantasy (Jac Schaeffer)[119]

Independent Spirit Awards 2025
- Nominierung für die beste Hauptrolle in einer Fernsehserie (Kathryn Hahn)
- Nominierung für die beste Nebenrolle in einer Fernsehserie (Patti LuPone)
- Nominierung für die beste Breakthrough Performance in einer Fernsehserie (Joe Locke)

Make-Up Artists and Hair Stylists Guild Awards 2025
- Nominierung in der Kategorie Best Period and/or Character Make-Up (Visilios Tanis, Erin LeBre, Tana Medina, Amanda Sprunger, Addison Foreman)[121]

Music Supervisors Guild Awards 2025
- Auszeichnung in der Kategorie Best Song Written and/or Recorded for Television (Kristen Anderson-Lopez, Robert Lopez, Ali Ahn, Kathryn Hahn, Patti LuPone, Debra Jo Rupp, Sasheer Zamata, Dave Jordan & Justine von Winterfeldt für The Ballad of the Witches' Road (Sacred Chant Version))[122]

Saturn-Award-Verleihung 2025
- Auszeichnung als beste Superheldenserie
- Nominierung für die beste TV-Hauptdarstellerin (Kathryn Hahn)
- Nominierung für die beste TV-Gastdarstellerin (Aubrey Plaza)
- Nominierung für den besten TV-Nachwuchsschauspieler (Joe Locke)

## Zukunft
Hinsichtlich einer zweiten Staffel äußerte Hahn ihr Interesse, ein weiteres Mal ihre Rolle zu übernehmen. Im Februar 2025 wurde durch Winderbaum erklärt, Marvel Studios strebe zwar eine zweite Staffel der Serie an, jedoch wolle man nichts überstürzen und erst eine gute Geschichte vorliegen haben.